# Kvælstofbindere
Kvælstofbindere er planter, der kan binde/fiksere kvælstof. Det er for eksempel bælgplanter.